# Distretto municipale di New-Juaben
Il distretto municipale di New-Juaben (ufficialmente New-Juaben Municipal District, in inglese) era un distretto municipale della Regione Orientale del Ghana.
Nel 2008 è stato soppresso, il territorio è stato suddiviso nei distretti di New Juaben Sud (capoluogo: Koforidua) e New Juaben Nord (capoluogo: Effiduase).